# Medische esthetiek
Medische esthetiek is, overeenkomstig de Belgische wetgeving, elke ingreep van een beoefenaar van de geneeskunde om iemands uiterlijk op diens vraag te veranderen om esthetische redenen en zonder therapeutisch of reconstructief doel.
Dit is zo gedefinieerd in de wet van 6 juli 2011 tot instelling van een verbod op reclame voor ingrepen van medische esthetiek en tot regeling van de informatie over dergelijke ingrepen.

## Reclameverbod
Voornoemde wet voorziet in een reclameverbod in België voor medische esthetiek. 
‘Reclame’ wordt heel ruim gedefinieerd, met name iedere mededeling of handeling die de ingrepen rechtstreeks of onrechtstreeks bevordert en dit ongeacht de aangewende plaats, drager of technieken.

## Persoonlijke informatie
Persoonlijke informatie over de ingrepen en de beoefenaars is enkel onder strikte voorwaarden toegelaten. Deze informatie moet waarheidsgetrouw, objectief, relevant, verifieerbaar, discreet en duidelijk zijn. Ze mag verder niet misleidend of vergelijkend zijn. Financiële argumenten zijn verboden.
Bovendien mogen resultaten van onderzoeken niet gebruikt worden als persoonlijke informatie. Het gaat hier onder meer om foto’s van vóór en na de ingreep en om getuigenissen van patiënten.